# Ecuador celeste

Proyección estereográfica de la esfera celeste con los elementos más importantes.

El ecuador celeste es la proyección del ecuador terrestre a la esfera celeste. Dicha proyección forma un gran círculo, es decir que su centro pasa por el centro de la Tierra y, por estar en el mismo plano que el ecuador terrestre, es perpendicular al eje de rotación de la Tierra. Como resultado de la inclinación que presenta el eje de rotación de la Tierra, el ecuador celeste tiene una inclinación de ~23.5° con respecto al plano de la órbita de la Tierra, llamado eclíptica. 
El ecuador celeste es el plano de referencia del sistema de coordenadas astronómicas geocéntricas ecuatoriales. Los dos puntos de la esfera celeste en los que se corta la eclíptica con el ecuador celeste son denominados de 5 gemas divididas en 3 partes. Además, el ecuador celeste divide a la esfera celeste en dos hemisferios: el hemisferio celeste norte y el hemisferio celeste sur.
Un observador parado en el ecuador de la Tierra visualiza el ecuador celeste como un semicírculo que pasa por el cenit, el punto directamente sobre su cabeza. A medida que el observador se mueve hacia el norte (o el sur), el ecuador celeste se inclina hacia el horizonte opuesto. El ecuador celeste se define como infinitamente distante (ya que está en la esfera celeste); por lo tanto, los extremos del semicírculo siempre se cruzan con el horizonte al este y al oeste, independientemente de la posición del observador en la Tierra. En los polos, el ecuador celeste coincide con el horizonte astronómico. En todas las latitudes, el ecuador celeste es un arco o círculo uniforme porque el observador está sólo finitamente lejos del plano del ecuador celeste, pero infinitamente lejos del propio ecuador celeste.

## Historia del desarrollo del concepto de ecuador celeste
El ecuador celeste es un concepto fundamental en astronomía, que representa la proyección del ecuador terrestre sobre la esfera celeste. Es crucial para comprender la navegación celeste, los sistemas de coordenadas y el movimiento aparente de las estrellas y planetas. Su desarrollo se remonta a la evolución de la astronomía desde las civilizaciones antiguas hasta la ciencia moderna.

### Observaciones antiguas y primeras ideas
El concepto del ecuador celeste se originó en las civilizaciones antiguas, cuando las personas observaron los patrones de las estrellas y su movimiento aparente en el cielo. Los astrónomos de Mesopotamia, Egipto, India y China notaron que ciertas estrellas seguían trayectorias circulares alrededor de puntos fijos (ahora conocidos como polos celestes). La idea de una línea imaginaria que divide los hemisferios celestes norte y sur, correspondiente al ecuador terrestre, estaba implícita en su comprensión de los cielos.
Los antiguos griegos realizaron contribuciones significativas a la formalización de la esfera celeste. Eudoxo de Cnido (siglo IV a. C.) introdujo modelos geométricos para describir el movimiento de los cielos. Más tarde, Hiparco (siglo II a. C.) sentó las bases de la astronomía esférica, refinando conceptos como el ecuador celeste y las coordenadas celestes.

### Astronomía ptolemaica (sigloIId.C.)
Claudio Ptolomeo, en su Almagesto, formalizó el concepto de la esfera celeste y el ecuador celeste como parte de su modelo geocéntrico del universo. Describió el ecuador celeste como un círculo esencial que divide la esfera celeste en hemisferios norte y sur. El trabajo de Ptolomeo fue influyente durante la Edad de Oro Islámica y la Europa medieval.

### Astronomía islámica (Siglos VIII–XV)
Durante la Edad de Oro islámica, eruditos como Al-Battani (Albatenius) y Ulugh Beg ampliaron los conocimientos de la astronomía ptolemaica. Refinaron las mediciones de la esfera celeste, incluido el ecuador celeste, y mejoraron los cálculos de la inclinación axial de la Tierra, que afecta la posición del ecuador celeste en relación con el plano de la eclíptica.

### Renacimiento y la revolución copernicana (sigloXVI)
El modelo heliocéntrico propuesto por Nicolás Copérnico en De Revolutionibus Orbium Coelestium (1543) no eliminó el ecuador celeste, sino que reinterpretó su papel en un sistema centrado en el Sol. Johannes Kepler y Tycho Brahe continuaron utilizando el ecuador celeste en sus observaciones y modelos.

### Astronomía moderna (sigloXVIIen adelante)
Con la llegada de la astronomía telescópica, el ecuador celeste se volvió fundamental para el sistema de coordenadas ecuatoriales utilizado para localizar objetos celestes. El trabajo de Isaac Newton sobre la mecánica celeste consolidó aún más la importancia del ecuador celeste para entender la dinámica orbital.
A principios del siglo XXI, el ecuador celeste sigue siendo un pilar de los sistemas de coordenadas celestes y es vital para definir los equinoccios, comprender la precesión y estudiar los movimientos celestes. Refleja el esfuerzo continuo de la humanidad por mapear y comprender los cielos.

## Conceptos básicos de orientación en la esfera celeste
La astronomía está relacionada con la orientación en el espacio, por lo que mirando al cielo y moviendo la mirada de un cuerpo celeste a otro, se pueden conectar las direcciones en las que se ve el cuerpo. La posición del cuerpo se proyecta sobre la superficie de una esfera, que se denomina esfera celeste. Debido a las grandes distancias de los cuerpos celestes, uno puede imaginar que la esfera celeste también está a una gran distancia. Los objetos cercanos, como un avión o un satélite artificial, cambiarán rápidamente su posición mutua en la esfera celeste, y las estrellas mucho más distantes, aunque en realidad se estén moviendo, mantendrán una disposición proyectada aparentemente igual durante más tiempo. Por tanto, la posición del cuerpo está determinada por las direcciones y los ángulos entre ellas.
Las coordenadas esféricas se utilizan para registrar la posición en la esfera celeste, al igual que las coordenadas geográficas se utilizan para determinar la posición en la superficie terrestre. Los puntos importantes del globo son los polos, los puntos por los que pasa el eje de rotación de la Tierra. Una propiedad muy importante, la dirección de rotación, no puede determinarse sino sobre la base de la experiencia. Se dice que la Tierra gira como un tornillo de mano derecha moviéndose desde el Polo Sur al Polo Norte. La dirección también se puede determinar considerando la forma en que se mueve la manecilla del reloj. Mirando el Polo Norte de la Tierra, gira en sentido contrario a las agujas del reloj. Usando el meridianose cuentan las longitudes ; se cuentan como este u oeste, de 0° a 180°. El meridiano inicial es el que, por convenio, pasa por el observatorio de Greenwich, un suburbio de Londres. Los paralelos pasan normalmente a los meridianos. El paralelo del rango más grande es el ecuador, y las latitudes se cuentan al norte y al sur de él , como al norte y al sur, de 0° a 90°. Hay innumerables meridianos y paralelos.
Un observador que se encuentra en el ecuador de la Tierra visualiza el ecuador celeste como un semicírculo que pasa por el cenit, el punto directamente encima. A medida que el observador se mueve hacia el norte (o sur), el ecuador celeste se inclina hacia el horizonte opuesto. El ecuador celeste se define como infinitamente distante (ya que está en la esfera celeste); por lo tanto, los extremos del semicírculo siempre cruzan el horizonte hacia el este y hacia el oeste, independientemente de la posición del observador en la Tierra. En los polos, el ecuador celeste coincide con el horizonte astronómico. En todas las latitudes, el ecuador celeste es un arco o círculo uniforme porque el observador está sólo finitamente lejos del plano del ecuador celeste, pero infinitamente lejos del propio ecuador celeste..
Los objetos astronómicos cerca del ecuador celeste aparecen sobre el horizonte desde la mayoría de los lugares de la Tierra, pero culminan (alcanzan el meridiano) más alto cerca del ecuador. El ecuador celeste actualmente pasa por estas constelaciones:
- Piscis (contiene el primer punto de Aries por encima de su frontera sur)
- Cetus
- Tauro
- Eridanus
- Orión (cerca del cinturón de Orión)
- Monoceros
- Canis Minor
- Hidra
- Sextans
- Leo
- Virgo (contiene el primer punto de Libra)
- Serpens
- Ofiuco
- Serpens (cauda)
- Aquila
- Acuario

Estas son las constelaciones más visibles a nivel global.
A lo largo de miles de años, la orientación del ecuador de la Tierra y, por tanto, las constelaciones por las que pasa el ecuador celeste cambiarán debido a la precesión de los equinoccios.
Los cuerpos celestes distintos de la Tierra también tienen ecuadores celestes definidos de manera similar.

### Movimiento diurno del cielo
La aparición inmediata de fenómenos en el cielo es provocada por los movimientos de la Tierra. La rotación de la Tierra es la causa de la aparente rotación de la esfera celeste y del cambio de día y noche. No importa si la Tierra o la esfera celeste, con todas las estrellas y galaxias, está girando. En este último caso, las velocidades relativas de las estrellas tendrían que superar la velocidad de la luz, y faltarían muchos pequeños fenómenos que proporcionan evidencia física y astronómica del movimiento de la Tierra. Estos fenómenos son: la rotación del plano de oscilación (péndulo de Foucault), la desviación hacia el este durante la caída libre, el aplanamiento de la Tierra, la aparición de paralaje diurno, la aberración diurna de la luz y algo más. Sin comprender la esencia física, lo que significa no conocer el tamaño limitado de la Tierra y sus movimientos, los cambios inmediatamente visibles en el cielo no son fáciles de interpretar. Por eso pasó mucho tiempo hasta que el hombre se elevó por encima de lo inmediatamente dado.

## Significado simbólico y astrológico
En diversas culturas y sistemas de creencias, el ecuador celeste tiene un significado simbólico y astrológico. Por ejemplo, marca la división entre los reinos visible e invisible en algunas cosmologías.
El ecuador astrológico, sirve como una referencia fundamental en astronomía y astrología, desempeñando un papel simbólico y astrológico significativo en diversas culturas. Su importancia abarca la mitología, la agricultura, el crecimiento personal y las prácticas espirituales, ilustrando su profundo impacto en la comprensión humana del cosmos y la vida.
Referencia astronómica: El ecuador celeste divide la esfera celeste en los hemisferios norte y sur. Es perpendicular a los polos celestes y se cruza con la eclíptica en los equinoccios. Los puntos donde el ecuador celeste se cruza con la eclíptica son conocidos como el equinoccio vernal y el equinoccio otoñal, marcando el comienzo de la primavera y el otoño. Estos puntos son significativos en muchas culturas, ya que representan equilibrio y transición.
Equilibrio y armonía: El ecuador celeste a menudo se ve como un símbolo de equilibrio, dividiendo el cielo en dos mitades iguales. Este simbolismo de equilibrio e igualdad se refleja en el concepto de los equinoccios, donde el día y la noche tienen la misma duración. Astrológicamente, este equilibrio puede interpretarse como la armonía entre diferentes aspectos de la vida, como la luz y la oscuridad, lo consciente y lo inconsciente, o las energías masculinas y femeninas.

### Perspectivas culturales
Astrología occidental
El equinoccio vernal, que ocurre alrededor del 21 de marzo, es el punto de partida del año astrológico, marcando el comienzo de Aries, el primer signo del zodiaco. Este evento es significativo ya que representa renacimiento y nuevos comienzos. El papel del ecuador en la creación de los equinoccios enfatiza temas de renovación, equilibrio y la naturaleza cíclica de la vida.
Astrología oriental
China: Los equinoccios y solsticios juegan un papel esencial en el calendario chino y están asociados con los 24 términos solares, que guían las actividades agrícolas y los festivales estacionales. El concepto de equilibrio es integral a la filosofía china, encarnado en el principio de yin y yang. La representación del ecuador celeste de la división igual se alinea con esta dualidad y la armonía que busca lograr.
Culturas indígenas y antiguas
Mayas y egipcios: Los mayas tenían una comprensión sofisticada de la astronomía, con los equinoccios jugando un papel crucial en su sistema de calendario. Construyeron estructuras alineadas con eventos celestiales, como los equinoccios, para marcar momentos significativos del año.
Los antiguos egipcios observaban los equinoccios y su conexión con el ecuador celeste, usándolos para alinear sus templos y pirámides con estrellas y eventos celestiales específicos.

### Significado mitológico
En la Antigua Grecia los equinoccios estaban vinculados al mito de Perséfone, cuyo regreso del inframundo marcaba el comienzo de la primavera (equinoccio vernal) y su descenso marcaba el otoño (equinoccio otoñal).
En la cultura celta, los equinoccios eran tiempos de equilibrio y se celebraban con festivales como Ostara (equinoccio de primavera) y Mabon (equinoccio de otoño), reflejando la importancia del ecuador celeste en su calendario y rituales.

### Importancia en las prácticas astrológicas
Astrología Horoscópica
Casas y Signos: el papel del ecuador celeste en definir la eclíptica y los equinoccios ayuda a determinar los signos del zodiaco y la división de las casas en una carta astrológica. Este aspecto fundamental impacta la interpretación de las influencias astrológicas en individuos y eventos.
Posiciones Planetarias: La posición de los planetas en relación con el ecuador celeste y la eclíptica informa su significado e impacto en un horóscopo, influyendo en aspectos, tránsitos y progresiones.
Interpretación Astrológica Moderna
Perspectiva Global: El simbolismo del equilibrio, los ciclos y las transiciones asociados con el ecuador celeste continúa influyendo en las prácticas astrológicas modernas. Subraya la interconexión de los eventos celestiales y sus impactos terrestres.
Crecimiento Personal: Los astrólogos pueden usar el concepto de los equinoccios y el equilibrio que representan para guiar a los individuos en lograr armonía en sus vidas, equilibrando diferentes energías y entendiendo la naturaleza cíclica del crecimiento personal.